# Eagris
Genre
Le genre Eagris regroupe des papillons de la famille des Hesperiidae et de la sous-famille des Pyrginae présents en Afrique.

## Dénomination
Eagris est le nom donné par Achille Guénée  en 1862.
Synonymes : Tricosemeia Holland, 1892;

## Liste des espèces
- Eagris decastigma Mabille, 1891; au Nigeria et au Kenya
  - Eagris decastigma decastigma
  - Eagris decastigma fuscosa (Holland, 1893)
  - Eagris decastigma purpura Evans, 1937;
- Eagris denuba (Plötz, 1879); en Sierra Leone et au Cameroun.
  - Eagris denuba denuba
  - Eagris denuba obliterata Carpenter, 1928;
- Eagris hereus (Druce, 1875); en Angola.
  - Eagris hereus hereus
  - Eagris hereus quaterna (Mabille, 1890)
- Eagris lucetia (Hewitson, 1875); au Nigeria,en Angola, au Soudan et au Kenya.
- Eagris nottoana (Wallengren, 1857); dans tout l'est de l'Afrique.
  - Eagris nottoana nottoana
  - Eagris nottoana knysna Evans, 1946;
  - Eagris nottoana smithii (Mabille, [1887]) à Madagascar.
- Eagris sabadius (Gray, 1832); au Malawi, Zimbabwe, Kenya et Ouganda.
  - Eagris sabadius sabadius
  - Eagris sabadius aldabranus Fryer, 1912;
  - Eagris sabadius andracne (Boisduval, 1833); à Madagascar.
  - Eagris sabadius astoria Holland, 1896;
  - Eagris sabadius comorana Evans, 1937;
  - Eagris sabadius isabella Turlin, 1995;
  - Eagris sabadius maheta Evans, 1937;
  - Eagris sabadius ochreana Lathy, 1901;
- Eagris subalbida (Holland, 1893);
  - Eagris subalbida subalbida
  - Eagris subalbida aurivillii (Neustetter, 1927)
- Eagris tetrastigma (Mabille, 1891); en Rhodésie et au Cameroun.
  - Eagris tetrastigma tetrastigma
  - Eagris tetrastigma subolivescens (Holland, 1892)
- Eagris tigris Evans, 1937; en Ouganda.
  - Eagris tigris tigris
  - Eagris tigris kayonza Evans, 1956;
  - Eagris tigris liberti Collins et Larsen, 2005;

### Source
- funet